# Sangiran 2

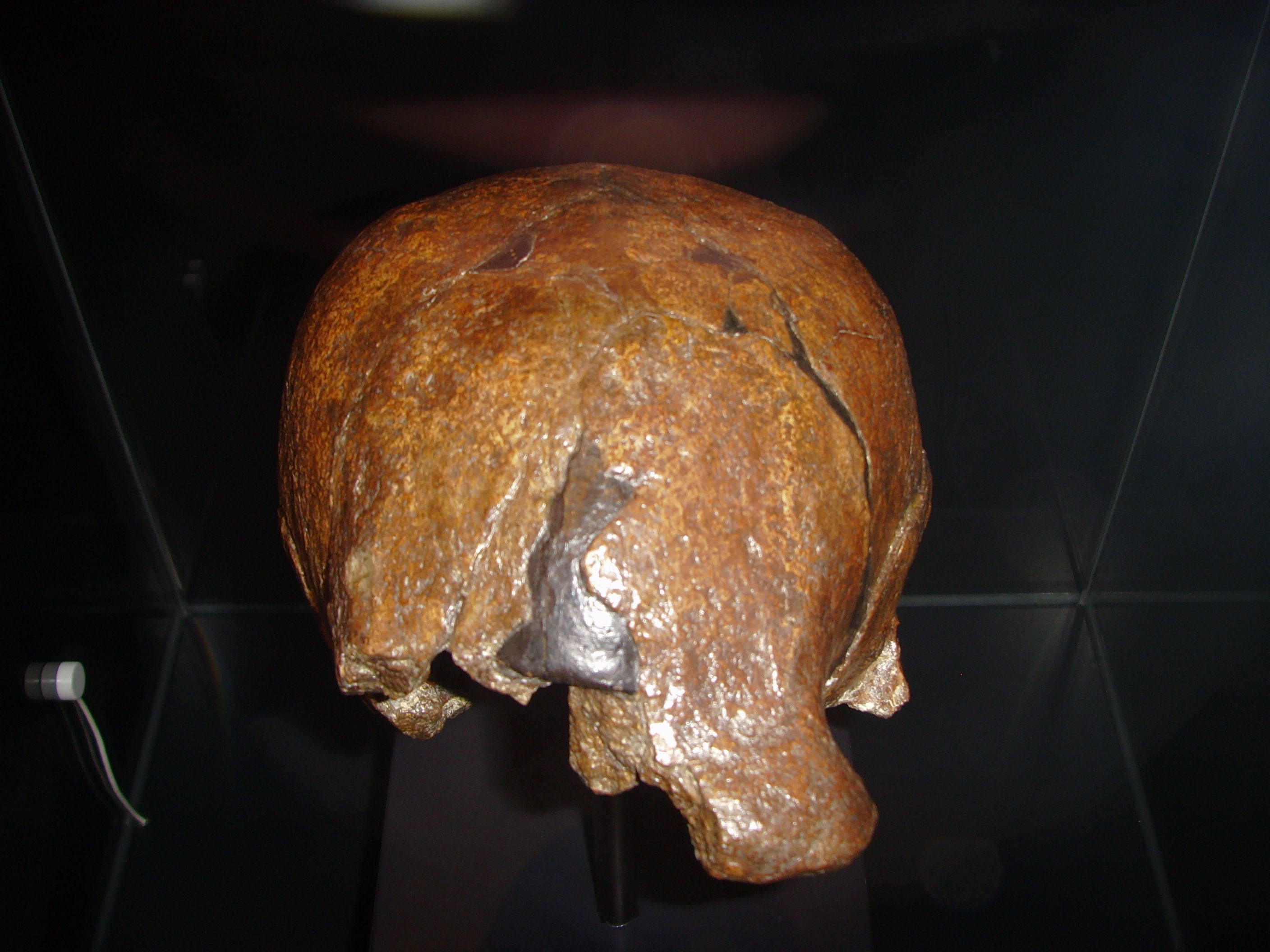
Fossile originale, esposto al Senckenberg-Museum, Francoforte, Germania

Sangiran 2, noto anche come  Pithecanthropus II , è un fossile di cranio di un ominide della specie Homo erectus, datato a circa 1 milione di anni fa, scoperto a Sangiran in Indonesia, nel 1937 da Gustav H. R. von Koenigswald.

## Descrizione
Questo fossile presenta un tetto cranico quasi completo, con una caratteristica cresta trasversale continua dell'osso frontale sopra la radice del naso ("rigonfiamento sopra l'occhio").